# Stade Long Rene
Stade Long Rene – wielofunkcyjny stadion w Saint-Laurent-du-Maroni w Gujanie Francuskiej. Mieści 2000 osób, w tym 258 miejsc siedzących. Na stadionie grają drużyny: Cosma Foot i ASC Agouado.